# Perilampsis atra
Perilampsis atra är en tvåvingeart som beskrevs av Munro 1969. Perilampsis atra ingår i släktet Perilampsis och familjen borrflugor.
Artens utbredningsområde är Elfenbenskusten. Inga underarter finns listade i Catalogue of Life.